# Otis Khan
Otis Jan Mohammed Khan (Ashton-under-Lyne, 5 settembre 1995) è un calciatore pakistano con cittadinanza britannica, attaccante dell'Oldham Athletic e della nazionale pakistana.

## Carriera

### Club
Ha giocato con vari club della terza e della quarta divisione inglese.

### Nazionale
Nel 2023 ha esordito nella nazionale pakistana.

## Statistiche

### Presenze e reti nei club
Statistiche aggiornate al 27 gennaio 2024.
| Stagione              | Squadra               | Campionato            | Campionato | Campionato | Coppe nazionali | Coppe nazionali | Coppe nazionali | Coppe continentali | Coppe continentali | Coppe continentali | Altre coppe | Altre coppe | Altre coppe | Totale | Totale |
| Stagione              | Squadra               | Comp                  | Pres       | Reti       | Comp            | Pres            | Reti            | Comp               | Pres               | Reti               | Comp        | Pres        | Reti        | Pres   | Reti   |
| --------------------- | --------------------- | --------------------- | ---------- | ---------- | --------------- | --------------- | --------------- | ------------------ | ------------------ | ------------------ | ----------- | ----------- | ----------- | ------ | ------ |
| gen.-giu. 2016        | Barnsley              | FL1                   | 3          | 0          | FACup+CdL       | -               | -               | -                  | -                  | -                  | FLT         | 0           | 0           | 3      | 0      |
| 2016-2017             | Yeovil Town           | FL2                   | 29         | 6          | FACup+CdL       | 2+2             | 1+0             | -                  | -                  | -                  | FLT         | 5           | 1           | 38     | 8      |
| 2017-2018             | Yeovil Town           | FL2                   | 38         | 6          | FACup+CdL       | 4+1             | 3+0             | -                  | -                  | -                  | FLT         | 6           | 1           | 49     | 10     |
| Totale Yeovil Town    | Totale Yeovil Town    | Totale Yeovil Town    | 67         | 12         |                 | 9               | 4               |                    | -                  | -                  |             | 11          | 2           | 77     | 18     |
| 2018-2019             | Mansfield Town        | FL2                   | 22         | 2          | FACup+CdL       | 0+2             | 1               | -                  | -                  | -                  | FLT         | 2           | 0           | 26     | 3      |
| 2019-gen. 2020        | Mansfield Town        | FL2                   | 21         | 1          | FACup+CdL       | 2+1             | 0               | -                  | -                  | -                  | FLT         | 3           | 0           | 27     | 1      |
| Totale Mansfield Town | Totale Mansfield Town | Totale Mansfield Town | 43         | 3          |                 | 5               | 1               |                    | -                  | -                  |             | 5           | 0           | 53     | 4      |
| gen.-giu. 2020        | Newport County        | FL2                   | 5          | 0          | FACup+CdL       | -               | -               | -                  | -                  | -                  | FLT         | -           | -           | 5      | 0      |
| 2020-2021             | Tranmere              | FL2                   | 35+2       | 2          | FACup+CdL       | 3+1             | 0               | -                  | -                  | -                  | FLT         | 8           | 0           | 49     | 2      |
| 2021-gen. 2022        | Walsall               | FL2                   | 7          | 2          | FACup+CdL       | 1+0             | 0               | -                  | -                  | -                  | FLT         | 2           | 0           | 10     | 2      |
| gen.-giu. 2022        | Leyton Orient         | FL2                   | 20         | 1          | FACup+CdL       | -               | -               | -                  | -                  | -                  | FLT         | -           | -           | 20     | 1      |
| 2022-2023             | Grimsby Town          | FL2                   | 31         | 3          | FACup+CdL       | 5+0             | 2               | -                  | -                  | -                  | FLT         | 3           | 1           | 39     | 6      |
| 2023-gen. 2024        | Grimsby Town          | FL2                   | 12         | 0          | FACup+CdL       | 1+0             | 0               | -                  | -                  | -                  | FLT         | 0           | 0           | 13     | 0      |
| Totale Grimsby Town   | Totale Grimsby Town   | Totale Grimsby Town   | 43         | 3          |                 | 6               | 2               |                    | -                  | -                  |             | 3           | 1           | 52     | 6      |
| gen.-giu. 2024        | Hartlepool Utd        | NL                    | 1          | 0          | -               | -               | -               | -                  | -                  | -                  | -           | -           | -           | 1      | 0      |
| Totale carriera       | Totale carriera       | Totale carriera       | 226        | 23         |                 | 25              | 7               |                    | -                  | -                  |             | 29          | 3           | 280    | 33     |

### Cronologia presenze e reti in nazionale
| Cronologia completa delle presenze e delle reti in nazionale ― Pakistan | Cronologia completa delle presenze e delle reti in nazionale ― Pakistan | Cronologia completa delle presenze e delle reti in nazionale ― Pakistan | Cronologia completa delle presenze e delle reti in nazionale ― Pakistan | Cronologia completa delle presenze e delle reti in nazionale ― Pakistan | Cronologia completa delle presenze e delle reti in nazionale ― Pakistan | Cronologia completa delle presenze e delle reti in nazionale ― Pakistan | Cronologia completa delle presenze e delle reti in nazionale ― Pakistan |
| Data                                                                    | Città                                                                   | In casa                                                                 | Risultato                                                               | Ospiti                                                                  | Competizione                                                            | Reti                                                                    | Note                                                                    |
| ----------------------------------------------------------------------- | ----------------------------------------------------------------------- | ----------------------------------------------------------------------- | ----------------------------------------------------------------------- | ----------------------------------------------------------------------- | ----------------------------------------------------------------------- | ----------------------------------------------------------------------- | ----------------------------------------------------------------------- |
| 11-6-2023                                                               | Saint-Pierre                                                            | Mauritius                                                               | 3 – 0                                                                   | Pakistan                                                                | Amichevole                                                              | -                                                                       |                                                                         |
| 14-6-2023                                                               | Saint-Pierre                                                            | Pakistan                                                                | 0 – 1                                                                   | Kenya                                                                   | Amichevole                                                              | -                                                                       |                                                                         |
| 17-6-2023                                                               | Saint-Pierre                                                            | Gibuti                                                                  | 3 – 1                                                                   | Pakistan                                                                | Amichevole                                                              | -                                                                       |                                                                         |
| 21-6-2023                                                               | Bangalore                                                               | India                                                                   | 4 – 0                                                                   | Pakistan                                                                | SAFF Championship 2023 - 1º turno                                       | -                                                                       | 82’                                                                     |
| 24-6-2023                                                               | Bangalore                                                               | Pakistan                                                                | 0 – 4                                                                   | Kuwait                                                                  | SAFF Championship 2023 - 1º turno                                       | -                                                                       |                                                                         |
| 27-6-2023                                                               | Bangalore                                                               | Nepal                                                                   | 1 – 0                                                                   | Pakistan                                                                | SAFF Championship 2023 - 1º turno                                       | -                                                                       |                                                                         |
| 16-11-2023                                                              | Al-Hasa                                                                 | Arabia Saudita                                                          | 4 – 0                                                                   | Pakistan                                                                | Qual. Mondiali 2026                                                     | -                                                                       | Cap.                                                                    |
| 21-11-2023                                                              | Islamabad                                                               | Pakistan                                                                | 1 – 6                                                                   | Tagikistan                                                              | Qual. Mondiali 2026                                                     | -                                                                       | Cap.                                                                    |
| 6-6-2024                                                                | Islamabad                                                               | Pakistan                                                                | 0 – 3                                                                   | Arabia Saudita                                                          | Qual. Mondiali 2026                                                     | -                                                                       | 90+1’                                                                   |
| Totale                                                                  |                                                                         | Presenze                                                                | 9                                                                       |                                                                         | Reti                                                                    | 0                                                                       |                                                                         |

## Palmarès

### Club

#### Competizioni nazionali
- Football League Trophy: 1

Barnsley: 2015-2016